# ديفيد سالازار
ديفيد سالازار (بالإسبانية: David Salazar)‏ (19 أبريل 1999 في تشيلي - ) هو لاعب كرة قدم تشيلي في مركز الوسط.

## وصلات خارجية
- ديفيد سالازار على موقع قاعدة بيانات كرة القدم.إي يو (الإنجليزية)
- ديفيد سالازار على موقع Soccerway.com (الإنجليزية)
- ديفيد سالازار على موقع عالم كرة القدم.نت (الإنجليزية)
- ديفيد سالازار على موقع AS.com (الإسبانية)
- ديفيد سالازار على موقع GSA (الإنجليزية)
- ديفيد سالازار على موقع GSA (الإنجليزية)